# Temple de l'Angélus
Le Temple de l'Angélus (anglais : Angelus Temple) est une megachurch chrétienne évangélique pentecôtiste à Los Angeles, aux États-Unis. Elle est affiliée à l'Église Foursquare. Son pasteur principal est Matthew Barnett.  

## Histoire

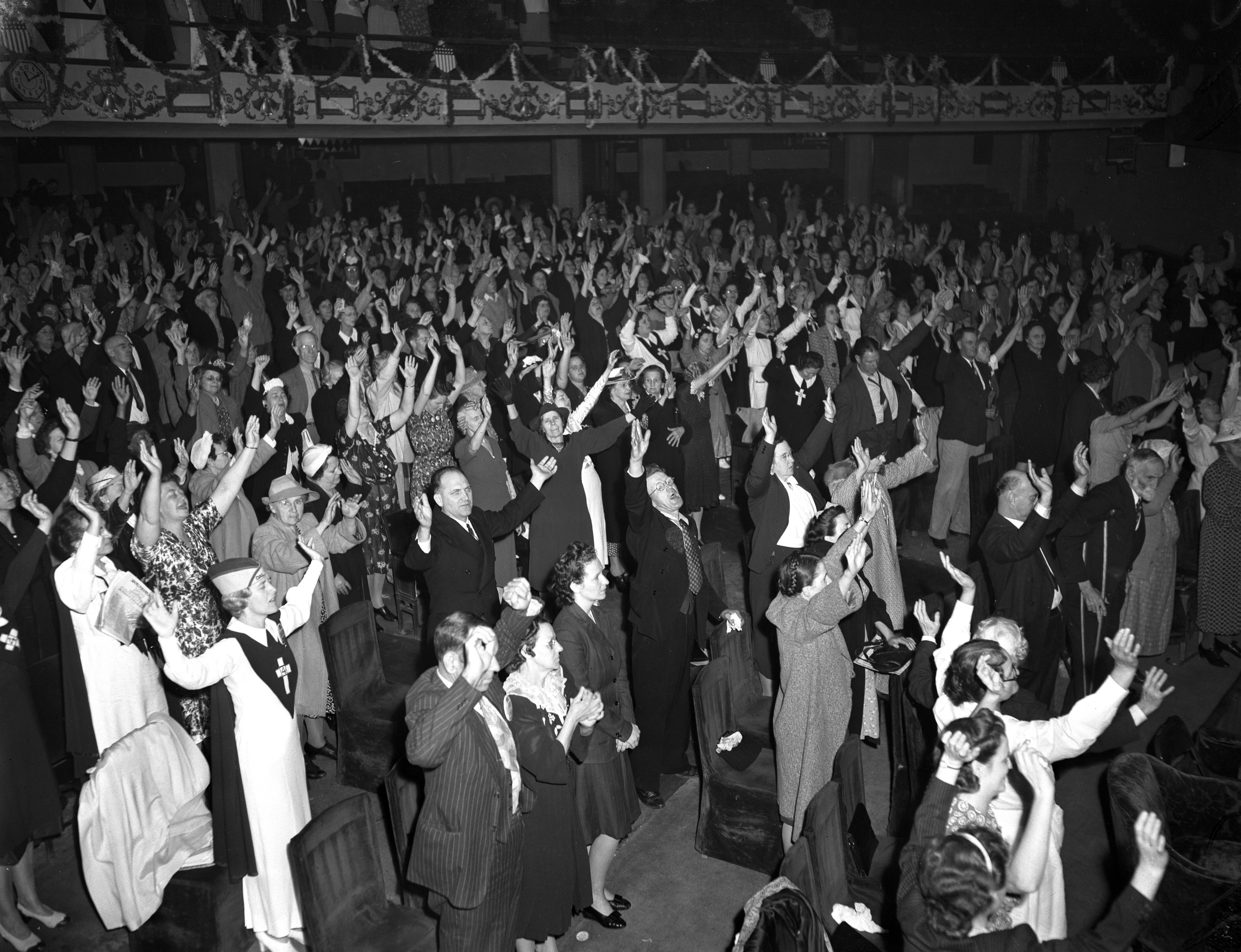
Service à l’Angelus Temple en 1942

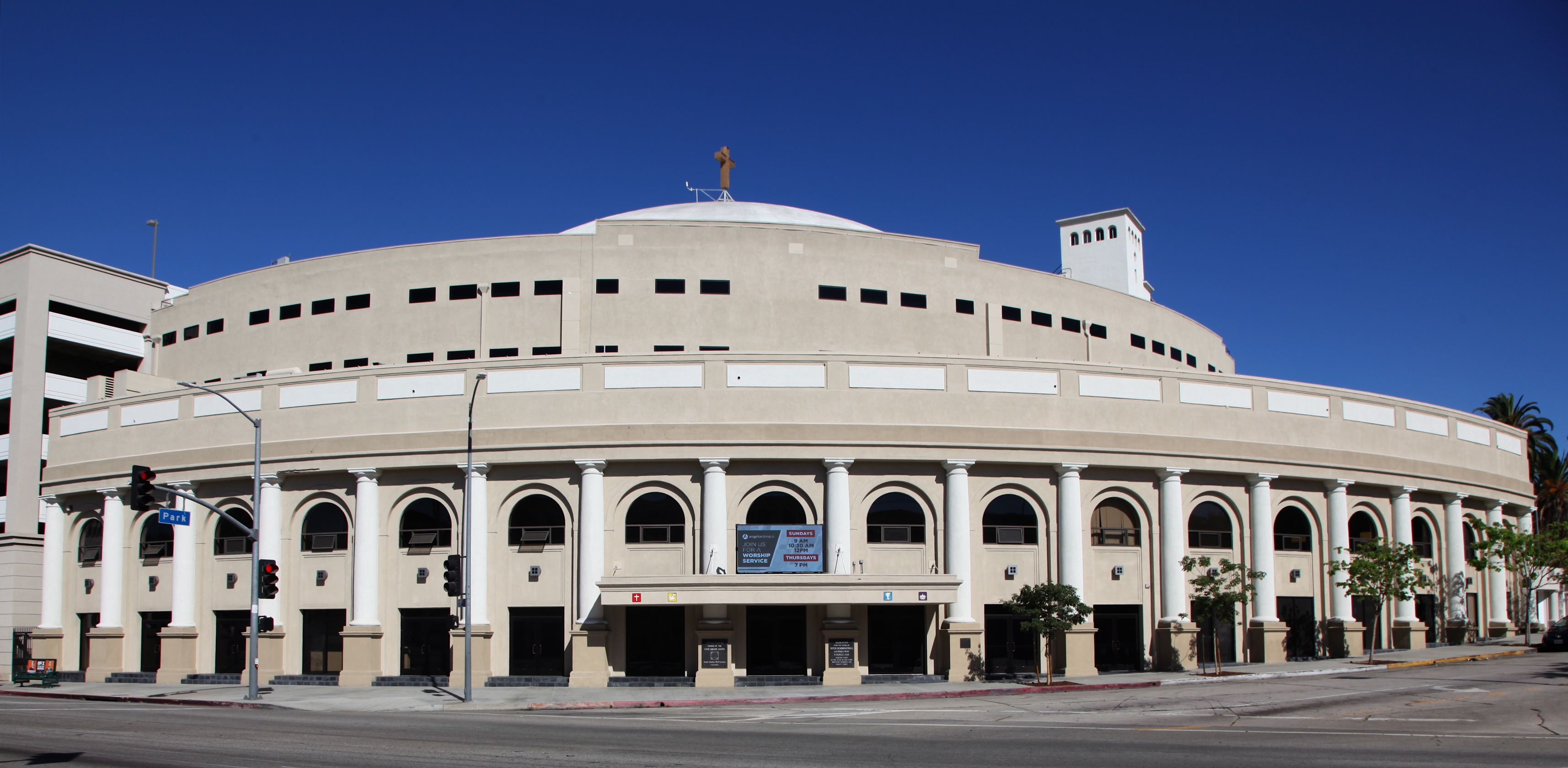
Bâtiment de l’Angelus Temple inauguré le 1 janvier 1923 à Los Angeles

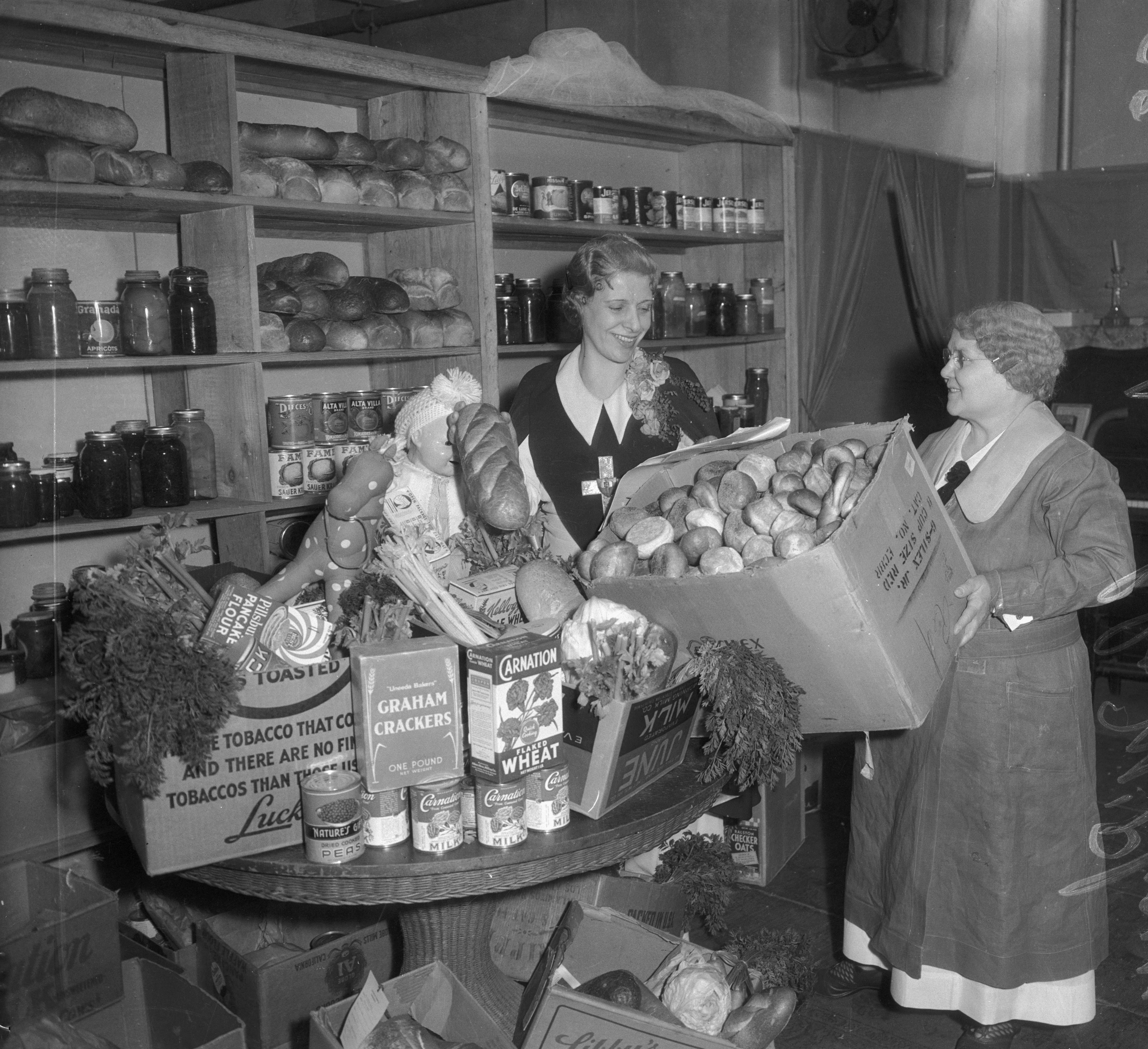
McPherson prépare des paniers de Noël, 1935.

L'église a été fondée le 1er janvier 1923, lors la dédicace du bâtiment comprenant un auditorium de 5,300 places, par l'évangéliste Aimee Semple McPherson,. En 1927, elle a ouvert une banque alimentaire et une soupe populaire près de l’église distribuant de la nourriture, des vêtements et des couvertures. En 1970, elle comptait 10,000 personnes. En 2016, l'église comptait 8,975 personnes .

## École
L’église a fondé le “Life Pacific College” (devenu Life Pacific University), un institut de théologie en 1923, dans un bâtiment voisin.  En 1990, l’école a déménagé à San Dimas, et le bâtiment a été occupé par Angelus Temple Hispanic, l’assemblée hispanophone de l’église.

## Programmes sociaux
En 2001, l’Église est devenue partenaire du Dream Center de Los Angeles fondé par la Dream City Church, une organisation qui offre une banque alimentaire, des vêtements et des programmes d’aide pour les sinistrés, les victimes de violence domestique, de toxicomanie et de traite des êtres humains et des prisonniers,.